# Rudolf von Mohl
Rudolf Mohl ab 1840 von Mohl (auch: Rudolph Ferdinand Mohl; * 3. Oktober 1803 in Herrenberg; † 18. August 1892 in Stuttgart) war ein deutscher Jurist.

## Leben
Als Sohn eines Gerichtsnotars geboren, studierte von Mohl Rechtswissenschaften in Tübingen. Während seines Studiums wurde er 1823 Mitglied im Burschenverein/Burschenschaft Germania Tübingen. Nach seinem Studium wurde er 1829 Justizministerialsekretär und 1831 Oberjustizassessor in Tübingen. 1834 wurde er Geheimer Sekretär beim Geheimen Rat, 1836 Oberjustizrat in Stuttgart. 1837 war er beim Obertribunal und 1838 im Justizministerium tätig, bevor er 1839 Kanzleidirektor wurde. Ab 1840 war er Mitglied des Geheimen Rates, wo er 1847 zum Staatsrat und 1861 zum Wirklichen Geheimrat ernannt wurde. Nachdem 1877 der Verwaltungsgerichtshof gegründet worden war, war er dessen erster Präsident. 1879 wurde er Vorsitzender des ebenfalls neu gegründeten Kompetenzgerichtshofes. Von 1869 bis 1877 gehörte er der Landessynode an.

## Ehrungen
- 1840: Ritterkreuz des Ordens der Württembergischen Krone, welches mit dem persönlichen Adelstitel (Nobilitierung) verbunden war.
- 1850: Kommenturkreuz des Ordens der Württembergischen Krone
- 1853: Friedrichsorden, Großkreuz
- 1879: Großkreuz des Ordens der Württembergischen Krone
- 1879: Päpstlicher Piusorden, Großkreuz
- 1889: Ehrendoktor (Dr. h. c.) der Staatswissenschaftlichen Fakultät der Universität Tübingen